# Gammaropsis japonica
Gammaropsis japonica is een vlokreeftensoort uit de familie van de Photidae. De wetenschappelijke naam van de soort is voor het eerst geldig gepubliceerd in 1961 door Nagata.